# Novoselîțea, Bobrovîțea
Novoselîțea (în ucraineană Новоселиця) este un sat în comuna Sokolivka din raionul Bobrovîțea, regiunea Cernihiv, Ucraina.